# 林龙安
林龙安（1964年10月—），男，汉族，福建泉州人，中华人民共和国政治人物丶禹洲地產非執行董事，中国民主建国会会员，第十三届全国人民代表大会香港特别行政区代表。

## 生平
禹洲地產創辦人丶
2018年，林龙安被选为香港特别行政区出席第十三届全国人民代表大会代表。